# Aaron-Carl Ragland
Aaron-Carl Ragland (19 augustus 1973 – 30 september 2010) was een Amerikaans electronic dance DJ.

## Overlijden
Ragland overleed op 30 september 2010 aan kanker.

## Discografie

### Albums
- Uncloseted (2002)
- Detrevolution (2005)
- Bittersoulfulsweet: The Aaron-Carl Experience (2008)
- Laurent & Lewis feat. Aaron-Carl - Motion (2008)

### singles/ep's
- Wash It/Down (1996)
- Crucified (1996)
- Wallshaker (1997)
- Make Me Happy (1997)
- My House (1998)
- Down (1998)
- Closer (1998)
- Dance Naked (1999)
- Soldier (1999)
- The Boot (2001)
- The Answer/Down (2002)
- Sky (2003)
- Switch (2003)
- Homoerotic (2003)
- Hateful (2004)
- Tears (2006)
- Aaron-Carl & Benjamin Hayes - The Devolver EP (2007)
- If There Is A Heaven Remixes Vol. 1 (2008)
- Aaron-Carl Presents Erica LaFay (2009)

- MusicBrainz: 5bbde783-064f-4972-a26f-bff1f1ee87cb
- Virtual International Authority File: 1764154260857224480008